# Élections législatives de 1876 en Saône-et-Loire
Les élections législatives de 1876 ont eu lieu les 20 février et 5 mars.

## Députés élus
|   | Circonscription                        | Député élu                          |  | Groupe parlementaire |
| - | -------------------------------------- | ----------------------------------- |  | -------------------- |
| 1 | 1ère circonscription d'Autun           | François Gilliot                    |  | Gauche républicaine  |
| 2 | 2e circonscription d'Autun             | Ferdinand Mathieu                   |  | Centre droit         |
| 3 | 1ère de Chalon-sur-Saône               | Charles Boysset                     |  | Union républicaine   |
| 4 | 2e circonscription de Chalon-sur-Saône | Antoine Daron                       |  | Union républicaine   |
| 5 | 1ère circonscription de Charolles      | Jean-Baptiste Bouthier de Rochefort |  | Centre gauche        |
| 6 | 2e circonscription de Charolles        | Ferdinand Sarrien                   |  | Gauche républicaine  |
| 7 | Louhans                                | Jules Logerotte                     |  | Gauche républicaine  |
| 8 | 1ère circonscription de Mâcon          | Guillaume Margue                    |  | Union républicaine   |
| 9 | 2e circonscription de Mâcon            | Pierre-Henri de Lacretelle          |  | Union républicaine   |

## Résultats à l'échelle du département
| Partis         | Partis                     | Premier tour | Premier tour | Sièges |
| Partis         | Partis                     | Voix         | %            | Sièges |
| -------------- | -------------------------- | ------------ | ------------ | ------ |
|                | Républicains modérés       | 77 263       | 61,37        | 7      |
|                | Orléanistes                | 18 121       | 14,39        | 1      |
|                | Légitimistes               | 13 963       | 11,09        | 0      |
|                | Bonapartistes              | 8 757        | 6,96         | 0      |
|                | Républicains conservateurs | 8 384        | 6,66         | 1      |
|                |                            |              |              |        |
| Inscrits       | Inscrits                   | 163 618      | 100,00       | 9      |
| Votants        | Votants                    | 127 140      | 77,71        |        |
| Abstentions    | Abstentions                | 36 478       | 22,29        |        |
| Blancs et nuls | Blancs et nuls             | 1 252        | 0,98         |        |
| Exprimés       | Exprimés                   | 125 888      | 99,02        |        |

## Résultats par arrondissement

### Arrondissement d'Autun

#### 1recirconscription
| Candidat       | Candidat         | Parti               | Premier tour | Premier tour |
| Candidat       | Candidat         | Parti               | Voix         | %            |
| -------------- | ---------------- | ------------------- | ------------ | ------------ |
|                | François Gilliot | Gauche républicaine | 7 132        | 63,24        |
|                | Ernest Pinard    | Bonapartiste        | 4 146        | 36,76        |
|                |                  |                     |              |              |
| Inscrits       | Inscrits         | Inscrits            | 15 081       | 100,00       |
| Votants        | Votants          | Votants             | 11 385       | 75,49        |
| Abstention     | Abstention       | Abstention          | 3 696        | 24,51        |
| Blancs et nuls | Blancs et nuls   | Blancs et nuls      | 107          | 0,94         |
| Exprimés       | Exprimés         | Exprimés            | 11 278       | 99,06        |

#### 2ecirconscription
| Candidat       | Candidat          | Parti               | Premier tour | Premier tour |
| Candidat       | Candidat          | Parti               | Voix         | %            |
| -------------- | ----------------- | ------------------- | ------------ | ------------ |
|                | Ferdinand Mathieu | Orléaniste          | 7 903        | 63,31        |
|                | Charles Mérandon  | Républicain radical | 3 525        | 28,24        |
|                | J. Robert         | Candidat ouvrier    | 1 056        | 8,46         |
|                |                   |                     |              |              |
| Inscrits       | Inscrits          | Inscrits            | 16 565       | 100,00       |
| Votants        | Votants           | Votants             | 12 493       | 75,42        |
| Abstention     | Abstention        | Abstention          | 4 072        | 24,58        |
| Blancs et nuls | Blancs et nuls    | Blancs et nuls      | 9            | 0,07         |
| Exprimés       | Exprimés          | Exprimés            | 12 484       | 99,93        |

### Arrondissement de Chalon-sur-Saône

#### 1recirconscription
| Candidat       | Candidat        | Parti              | Premier tour | Premier tour |
| Candidat       | Candidat        | Parti              | Voix         | %            |
| -------------- | --------------- | ------------------ | ------------ | ------------ |
|                | Charles Boysset | Union républicaine | 10 907       | 70,17        |
|                | De La Chaise    | Orléaniste         | 4 636        | 29,83        |
|                |                 |                    |              |              |
| Inscrits       | Inscrits        | Inscrits           | 19 556       | 100,00       |
| Votants        | Votants         | Votants            | 15 640       | 79,98        |
| Abstention     | Abstention      | Abstention         | 3 916        | 20,02        |
| Blancs et nuls | Blancs et nuls  | Blancs et nuls     | 97           | 0,62         |
| Exprimés       | Exprimés        | Exprimés           | 15 543       | 99,38        |

#### 2ecirconscription
| Candidat       | Candidat       | Parti              | Premier tour | Premier tour |
| Candidat       | Candidat       | Parti              | Voix         | %            |
| -------------- | -------------- | ------------------ | ------------ | ------------ |
|                | Antoine Daron  | Union républicaine | 10 929       | 66,19        |
|                | Loydreau       | Orléaniste         | 5 582        | 33,81        |
|                |                |                    |              |              |
| Inscrits       | Inscrits       | Inscrits           | 20 319       | 100,00       |
| Votants        | Votants        | Votants            | 16 563       | 81,51        |
| Abstention     | Abstention     | Abstention         | 3 756        | 18,49        |
| Blancs et nuls | Blancs et nuls | Blancs et nuls     | 52           | 0,31         |
| Exprimés       | Exprimés       | Exprimés           | 16 511       | 99,69        |

### Arrondissement de Charolles

#### 1recirconscription
| Candidat       | Candidat                            | Parti                    | Premier tour | Premier tour |
| Candidat       | Candidat                            | Parti                    | Voix         | %            |
| -------------- | ----------------------------------- | ------------------------ | ------------ | ------------ |
|                | Jean-Baptiste Bouthier de Rochefort | Républicain conservateur | 8 384        | 61,29        |
|                | Philibert Bernard de La Guiche      | Légitimiste              | 5 295        | 38,71        |
|                |                                     |                          |              |              |
| Inscrits       | Inscrits                            | Inscrits                 | 17 269       | 100,00       |
| Votants        | Votants                             | Votants                  | 13 713       | 79,41        |
| Abstention     | Abstention                          | Abstention               | 3 556        | 20,59        |
| Blancs et nuls | Blancs et nuls                      | Blancs et nuls           | 34           | 0,25         |
| Exprimés       | Exprimés                            | Exprimés                 | 13 679       | 99,75        |

#### 2ecirconscription
| Candidat       | Candidat          | Parti               | Premier tour | Premier tour |
| Candidat       | Candidat          | Parti               | Voix         | %            |
| -------------- | ----------------- | ------------------- | ------------ | ------------ |
|                | Ferdinand Sarrien | Gauche républicaine | 7 925        | 63,22        |
|                | Albert Huet       | Bonapartiste        | 4 611        | 36,78        |
|                |                   |                     |              |              |
| Inscrits       | Inscrits          | Inscrits            | 16 604       | 100,00       |
| Votants        | Votants           | Votants             | 12 569       | 75,70        |
| Abstention     | Abstention        | Abstention          | 4 069        | 24,30        |
| Blancs et nuls | Blancs et nuls    | Blancs et nuls      | 33           | 0,26         |
| Exprimés       | Exprimés          | Exprimés            | 12 536       | 99,74        |

### Arrondissement de Louhans
| Candidat       | Candidat                                | Parti               | Premier tour | Premier tour |
| Candidat       | Candidat                                | Parti               | Voix         | %            |
| -------------- | --------------------------------------- | ------------------- | ------------ | ------------ |
|                | Jules Logerotte                         | Gauche républicaine | 10 915       | 62,18        |
|                | Louis Maxime Olivier De Truchis de Lays | Légitimiste         | 6 640        | 37,82        |
|                |                                         |                     |              |              |
| Inscrits       | Inscrits                                | Inscrits            | 23 616       | 100,00       |
| Votants        | Votants                                 | Votants             | 17 601       | 74,53        |
| Abstention     | Abstention                              | Abstention          | 6 015        | 25,47        |
| Blancs et nuls | Blancs et nuls                          | Blancs et nuls      | 46           | 0,26         |
| Exprimés       | Exprimés                                | Exprimés            | 17 555       | 99,74        |

### Arrondissement de Mâcon

#### 1recirconscription
| Candidat       | Candidat          | Parti              | Premier tour, | Premier tour, |
| Candidat       | Candidat          | Parti              | Voix          | %             |
| -------------- | ----------------- | ------------------ | ------------- | ------------- |
|                | Guillaume Margue  | Union républicaine | 10 803        | 79,70         |
|                | Victor Pellissier | Républicain modéré | 2 751         | 20,30         |
|                |                   |                    |               |               |
| Inscrits       | Inscrits          | Inscrits           | 17 630        | 100,00        |
| Votants        | Votants           | Votants            | 13 625        | 77,28         |
| Abstention     | Abstention        | Abstention         | 4 005         | 22,72         |
| Blancs et nuls | Blancs et nuls    | Blancs et nuls     | 71            | 0,52          |
| Exprimés       | Exprimés          | Exprimés           | 13 554        | 99,48         |

#### 2ecirconscription
| Candidat       | Candidat                   | Parti              | Premier tour | Premier tour |
| Candidat       | Candidat                   | Parti              | Voix         | %            |
| -------------- | -------------------------- | ------------------ | ------------ | ------------ |
|                | Pierre-Henri de Lacretelle | Union républicaine | 11 320       | 84,81        |
|                | De Murard                  | Légitimiste        | 2 028        | 15,19        |
|                |                            |                    |              |              |
| Inscrits       | Inscrits                   | Inscrits           | 16 978       | 100,00       |
| Votants        | Votants                    | Votants            | 13 551       | 79,82        |
| Abstention     | Abstention                 | Abstention         | 3 427        | 20,18        |
| Blancs et nuls | Blancs et nuls             | Blancs et nuls     | 203          | 1,50         |
| Exprimés       | Exprimés                   | Exprimés           | 13 348       | 98,50        |